# Lajos Sătmăreanu
Lajos Sătmăreanu, numit și Ludovic Sătmăreanu, (născut Lajos Szatmári; n. 21 februarie 1944, Salonta, Bihor, România – d. 30 iunie 2025) a fost un fotbalist român de etnie maghiară, care a jucat în echipa națională de fotbal a României la Campionatul Mondial de Fotbal din Mexic, din 1970, performanță pentru care a fost decorat în martie 2008 cu Ordinul „Meritul Sportiv” clasa a III-a.
După retragerea din activitatea de fotbalist a lucrat ca antrenor la nivelul grupelor de juniori.
Nu este înrudit cu Alexandru Sătmăreanu, un alt fotbalist român care a evoluat printre altele la Dinamo București și la echipa națională a României.

## Titluri
- Divizia A: 1968
- Cupa României: 1966, 1967, 1969, 1970, 1971